# Hormisa hartii
Hormisa hartii là một loài bướm đêm trong họ Noctuidae.